# 世界猟奇地帯
世界猟奇地帯（せかいりょうきちたい、Mondo Bizarro）は、1966年に製作公開されたイタリア映画。
グァルティエロ・ヤコペッティ監督による「世界残酷物語」系のモンドの亜流映画である。監督は、後のB級セクスプロイテーションの鬼才、R・L・フロスト。公開時の謳い文句は、1000ミリの超望遠レンズ、音声録音は2.5キロ離れた場所で収録出来るテレ・ダイナミック・マイクをはじめて使用したというものであった。
1969年に「続・世界猟奇地帯」が製作されるが、監督はマルチェロ・アバローネに交代した。

## 内容
ストリップはじめ、性儀式、前衛的奇習等。

## スタッフ
- 監督:R・L・フロスト
- 製作総指揮:スタン・ラッセル
- 製作:フェリックス・ロマックス
- 撮影:ソール・レスニック
- 音楽:ローレンス・バン・ラットマン